# Calínico V de Constantinopla

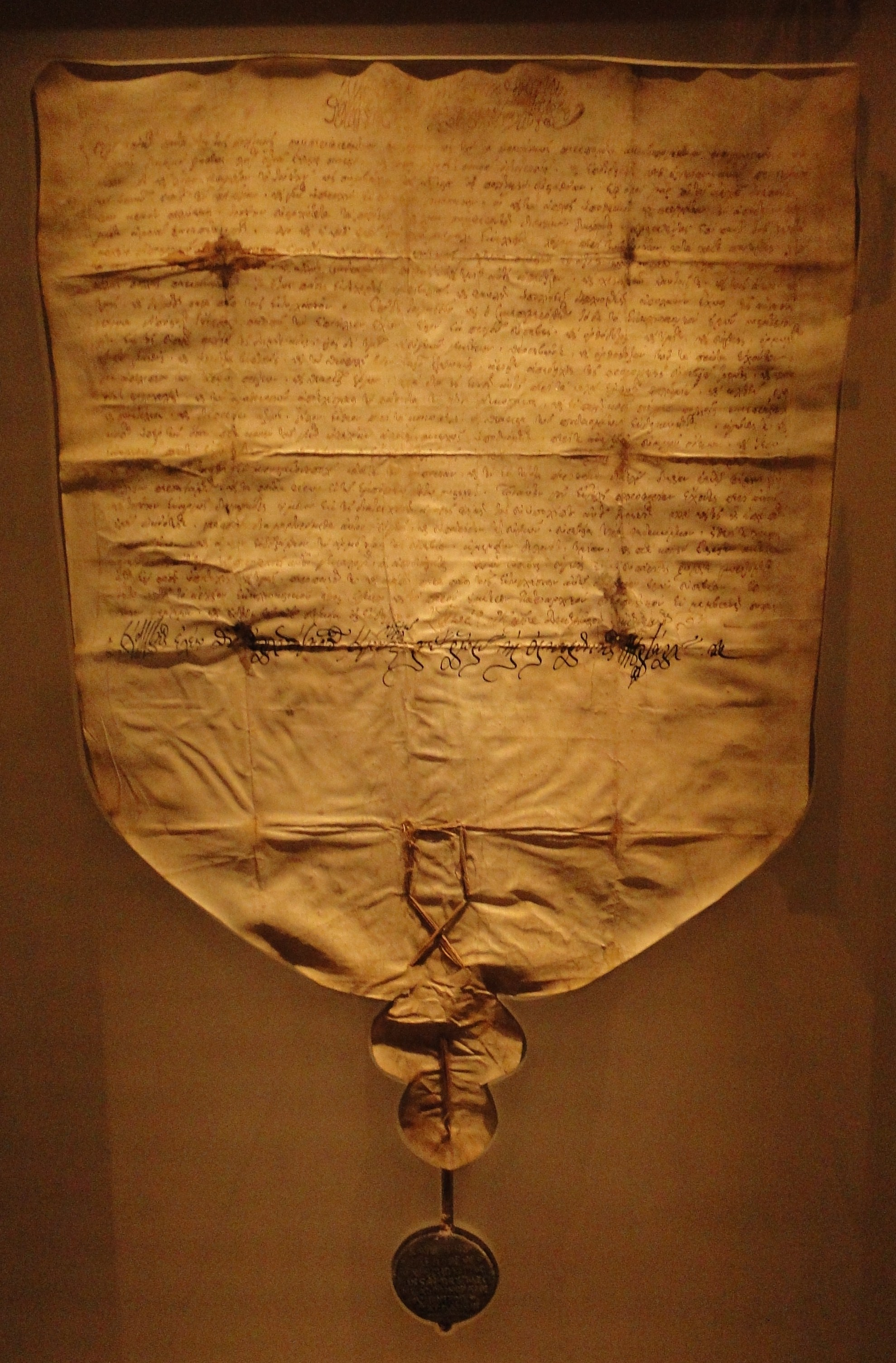
Manuscrito e sinete em posse de Kalinik V

Calínico V de Constantinopla (em grego: Καλλίνικος Ε΄) foi patriarca ecumênico de Constantinopla duas vezes, entre 1801 e 1806 e depois novamente entre 1808 e 1809. Antes disto ele foi bispo metropolitano de Edirne (Adrianópolis) entre 1780 e 1792 e de İznik (Niceia) entre 1792 e 1801.

## História
Em setembro de 1806, Calínico V renunciou ao título em favor de Gregório V, o que foi recebido com grande alegria em Constantinopla. Ele conseguiu preservar seu posto mesmo durante o violento golpe de estado perpetrado por Mustafá IV em 1807, mas não ao de Mamude II em 1808, cujo vizir o substituiu em decreto por seu antecessor Calínico V.
A forma como ele se tornou patriarca pela segunda vez provocou grande fúria entre os bispos, que acreditavam que o seu direito de eleger o patriarca havia sido violado. Por causa disto, eles se movimentaram para depô-lo. A oportunidade apareceu logo depois da morte violenta de Mustafá Bayrakdar (Alemdar Mustafa Pasha) em novembro de 1808. Em 23 de abril de 1809, o sínodo decidiu remover Calínico "por causa da idade avançada e frequentes enfermidades". Calínico se retirou para um mosteiro onde provavelmente morreu.